# Akouk-taung
Akouk-taung és una muntanya a l'extrem oriental de les muntanyes Arakan Yoma a Birmània (Myanmar).
La paret o cingle d'uns 100 metres, inclou diverses coves excavades amb imatges de Buda. En aquesta muntanya es van lliurar almenys dos combats durant la segona guerra de Birmània.